# Louis Léger

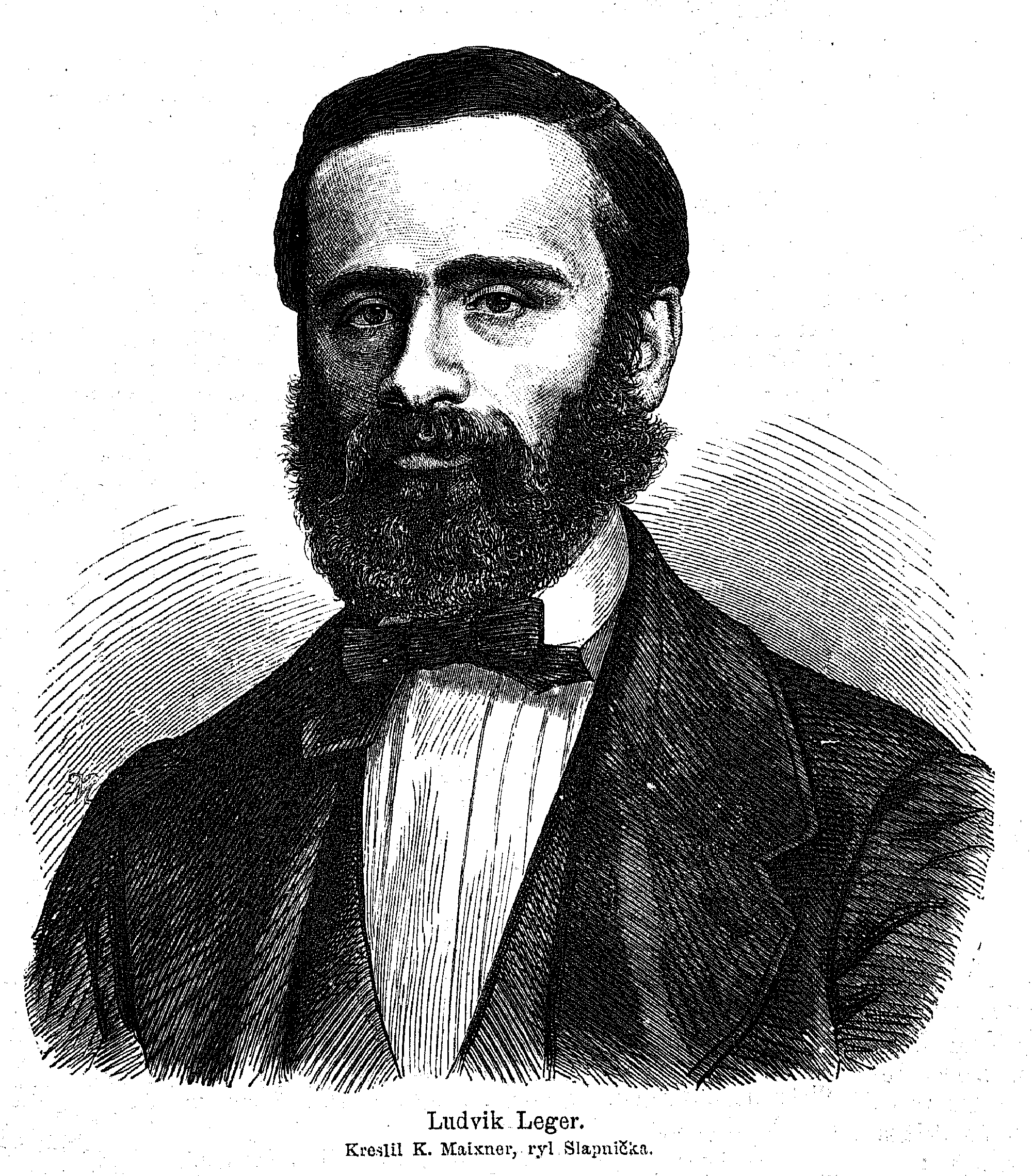
Louis Léger (1867)

Louis Léger, född 1843, död 1923, var en fransk slavist.
Léger blev 1874 lärare i ryska vid École des langues orientales vivantes och 1885 professor i slaviska språk och litteraturer vid Collège de France. Han reste mycket i slaviska länder och skildrade i en mängd skrifter slavernas forna och samtida politiska och sociala förhållanden, deras folkdiktning, mytologi och litteratur samt översatte Nestorskrönikan (Chronique dite de Nestor, 1890).